# Корабия
Корабия (рум. Corabia) — город в Румынии, в жудеце Олт, расположенный на реке Дунай, на границе с Болгарией. Важный румынский порт на Дунае.

## География
Город расположен в  исторической области Валахия. Находится на границе Румынии с Болгарией, проходящей по реке Дунай.

## Население
На 2007 год население города составляет 20 052 человека.

## Галерея
- Центр города
- Дунай в городе